# Мінімум Дальтона

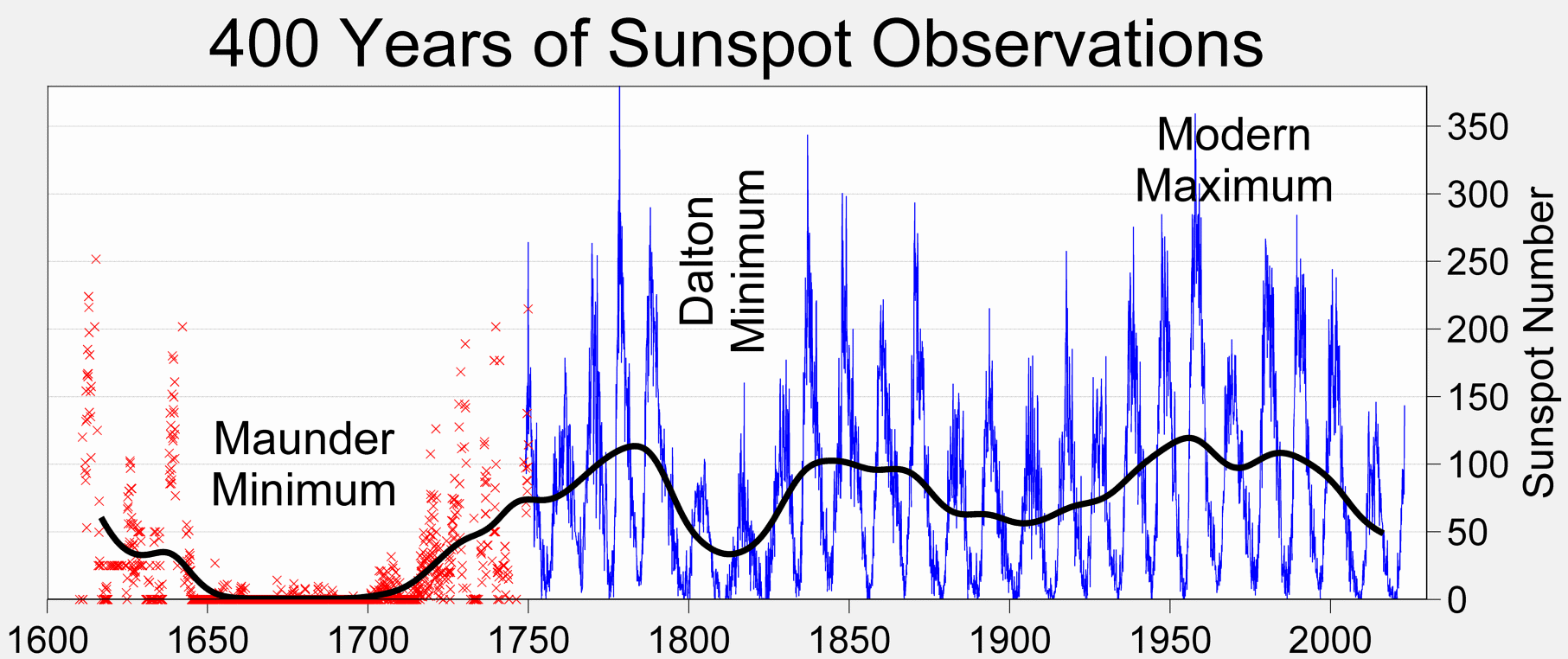
Мінімуми сонячної активності протягом останніх 400 років

Мінімум Дальтона — період низької  сонячної активності, названий на честь англійського метеоролога  Джона Дальтона, що тривав приблизно з 1790 по 1830 роки (від 4 до 7  циклів сонячної активності). Як і  мінімуми Маундера і  Шперера, мінімум Дальтона збігся з періодом зниження середніх глобальних температур.
| Подія                   | Початок | Кінець |
| ----------------------- | ------- | ------ |
| Мінімум Оорта           | 1010    | 1050   |
| Мінімум Оорта           | 1040    | 1080   |
| Середньовічний максимум | 1100    | 1250   |
| Мінімум Вольфа          | 1280    | 1350   |
| Мінімум Шперера         | 1460    | 1550   |
| Мінімум Маундера        | 1645    | 1715   |
| Мінімум Дальтона        | 1790    | 1830   |
| Сучасний максимум       | 1950    | 2009   |

## Ресурси Інтернету
- Wagner Sebastian and Eduardo Zorita (2005) «The influence of volcanic, solar and CO2 forcing on the temperatures in the Dalton Minimum (1790—1830): a model study[недоступне посилання з 01.09.2017]», Climate Dynamics v. 25, pp. 205—218, doi 10.1007/s00382-005-0029-0.
- Wilson Robert M. (nd) «Volcanism, Cold Temperature, and Paucity of Sunspot Observing Days (1818—1858): A Connection? [Архівовано 23 травня 2017 у Wayback Machine.]», The Smithsonian/NASA Astrophysics Data System, accessed February 2009.